# Tamara Desni
Tamara Desni (22 de octubre de 1913 – 7 de febrero de 2008) fue una actriz cinematográfica británica de origen alemán.

## Biografía
Su verdadero nombre era Tamara Brodsky, y nació en Berlín, Alemania, siendo su madre la actriz Xenia Desni.
De niña, Desni estudió ballet, y más adelante actuó en obras teatrales y en varias películas alemanas. Siendo adolescente se casó con un dentista, aunque se divorció antes de conseguir su primer papel en Londres en 1931, en el musical La posada del Caballito Blanco. Tras ello, consiguió otro primer papel en Casanova, opereta de Johann Strauss (hijo).
La carrera cinematográfica de Desni despegó en 1933 con el film Falling for You, finalizando en 1950. Entre sus películas más destacadas figuran Dick Barton at Bay, The Torso Murder Mystery, Fire Over England y Hell's Cargo.
Desni conoció a su segundo marido, el actor Bruce Seton, en el plató de Blue Smoke en 1934. Se casaron en 1936, aunque se divorciaron en 1940. Después se casó con el productor cinematográfico Roland Gillett, divorciándose en 1945. Su cuarto matrimonio, en 1947, fue con el actor de origen canadiense Raymond Lovell, del que se divorció en 1951. Durante esta corta unión fue madrastra de la actriz Simone Lovell.
En Francia conoció a Albert Lavagna, un constructor. Construyeron la popular posada 'L'Auberge Chez Tamara', y se casaron en 1956, poco después de que Desni descubriera que estaba embarazada por vez primera. La pareja tuvo dos hijas.
La salud de Desni empezó a fallar cuando tenía más de ochenta años. Falleció, ya viuda, el 7 de febrero de 2008 en Valence, Francia, a los 94 años de edad.

## Filmografía
| - Der Schrecken der Garnison (1931) - Im Geheimdienst (1931) - Falling for You (1933) - Forbidden Territory (1934) - Jack Ahoy (1934) - Bypass to Happiness (1934) - The Diplomatic Lover (1934) - Dark World (1935) - Blue Smoke (1935) - McGlusky the Sea Rover (1935) | - Love in Exile (1936) - Fire Over England (1937) - The Squeaker (1937) - Traitor Spy (1939) - His Brother's Keeper (1940) - Flight from Folly (1945) - Send for Paul Temple (1946) - The Hills of Donegal (1947) - Dick Barton at Bay (1950) |